# Gabriela Spanic
Gabriela Spanic (cunoscută și ca „Gaby” Spanic) este o actriță originară din Venezuela, sora ei geamănă este Daniela Spanic.

## Telenovele
- (2012) La Otra Cara Del Alma ... Maria de los Angeles Vallejo
- (2011) Emperatriz...Emperatriz Jurado
- (2010) Soy Tu Dueña...Ivana Dorantes
- (2006) Tierra de Pasiones...Valeria San Roman
- (2004) Prisionera...Guadalupe Santos
- (2002) La Venganza...Valentina/Helena
- (2001) La Intrusa...Virginia Martínez Roldán de Junquera Brito/Vanessa Martinez
- (1999) Por tu Amor...Aurora de Montalvo/María del Cielo Montalvo de Durán
- (1998) La Usurpadora...Paulina Martinez/Paola Bracho
- (1997) Todo por tu Amor...Amaranta Rey
- (1996) Quirpa de tres mujeres...Emiliana Echeverría Salazar
- (1994) Como tu, ninguna...Gilda Barreto/Raquel Sandoval
- (1994) María Celeste...Celina Hidalgo
- (1993) Rosangelica...Carla
- (1993) Morena Clara...Linda Prado
- (1992) La Loba Herida...
- (1992) Divina obsesion...
- (1991) Mundo de fieras...
- (1990) Adorable Mónica